# ريد إيفانز
ريد إيفانز (بالإنجليزية: Red Evans)‏ هو لاعب كرة قاعدة أمريكي، ولد في 12 نوفمبر 1906 في شيكاغو في الولايات المتحدة، وتوفي في 14 يونيو 1982 في ليكفيو في الولايات المتحدة.

## وصلات خارجية
- ريد إيفانز على موقع دوري كرة القاعدة الرئيسي (الإنجليزية)
- ريد إيفانز على موقعبيزبول رفرنس.كوم (الدوري الرئيسي) (الإنجليزية)
- ريد إيفانز على موقعبيزبول رفرنس.كوم (الدوري الثانوي) (الإنجليزية)
- ريد إيفانز على موقع إي إس بي إن.كوم (أم.أل.بي) (الإنجليزية)